# Steve Harris
Pour le guitariste collaborant avec le groupe Archive, voir Steve Harris (guitariste).
Pour le guitariste collaborant avec le groupe Shy, voir Steve Harris (Shy).
Pour les articles homonymes, voir Steve Harris (acteur) et Harris.
Stephen Percy « Steve » Harris, né le 12 mars 1956 à Leytonstone, est un musicien britannique, célèbre en tant que bassiste (occasionnellement claviériste) et principal compositeur du groupe britannique de heavy metal Iron Maiden. 
Alors qu'il se prédestinait au football, sa découverte du rock puis de ce qui devient le heavy metal le pousse à se lancer dans une carrière musicale. Il intègre deux groupes, Gypsy's Kiss puis Smiler, avant de fonder Iron Maiden le jour de Noël 1975. En plus d'être bassiste, Steve Harris produit et coproduit les albums et réalise les vidéos de concerts du groupe. Il demeure, avec le guitariste Dave Murray, le seul membre ayant contribué à tous les projets du groupe depuis sa création jusqu'à nos jours, étant également crédité dans tous les albums. 
Le 18 juillet 2012, Steve Harris sort son premier album solo British Lion. En 2020 paraît son second album solo, The Burning.

## Carrière
Steve Harris naît le 12 mars 1956 à Leytonstone, un quartier du nord-est de Londres au Royaume-Uni.
Au début, Steve Harris souhaite devenir batteur, mais faute de place chez lui, il se rabat sur une basse. En autodidacte, il apprend l'instrument sur une copie de Fender Precision Bass achetée 40£ en 1971. Dix mois lui suffisent pour qu'il rejoigne le groupe Influence, plus tard Gypsy's Kiss, où il évolue aux côtés de Bob Verscoyle (chant), Dave Smith (guitare) et Paul Sears (batterie). Quelques performances dans les bars de Maryland Point, de Stratford et de Bridgehouse eurent raison du groupe, qui se sépara. Harris est alors convoqué pour passer une audition dans le but d'intégrer Smiler en tant que bassiste, mais commence à élaborer avec ses futurs acolytes d'Iron Maiden (Dennis Wilcock et Doug Sampson) les chansons qui nourriront le premier album. Cependant, il quitte le groupe après que les membres de Smiler ont jugé sa musique trop compliquée.
Après avoir quitté Smiler, il fonde Iron Maiden le jour de Noël 1975. Et depuis la fondation du groupe, Harris demeure le principal compositeur signant environ près de 80 % des compositions. Son jeu de basse dynamique s'agence parfaitement bien avec les compositions à plusieurs rythmes et fortement influencées par le rock progressif. Les dernières compositions de Steve Harris sont davantage orientées vers le rock progressif ,, le guitariste Adrian Smith déclare cependant en 2010 que le bassiste préfère à présent se consacrer à améliorer « les paroles, les mélodies et les sonorités » des chansons écrites par les autres membres plutôt que d’accaparer la plume.
Leader du groupe, il est celui qui lui donne le cap. Ainsi, souhaitant donner une orientation plus rock au groupe après Seventh Son of a Seventh Son, il s'oppose à Adrian Smith qui veut approfondir les aspects progressifs et doit quitter Iron Maiden, où il est remplacé par Janick Gers. Ce dernier affirme : « Il a une très très forte personnalité. Sans sa conduite et son ambition, Iron Maiden n'existerait pas, il n'y a aucun doute là-dessus. Il en est le cœur et la puissance. » Après le départ du chanteur Bruce Dickinson, c'est lui qui choisit Blaze Bayley[réf. nécessaire].
En septembre 2012, il sort son premier album solo intitulé British Lion. Il définit son album comme un album de rock mainstream.

## Style de jeu

### Technique

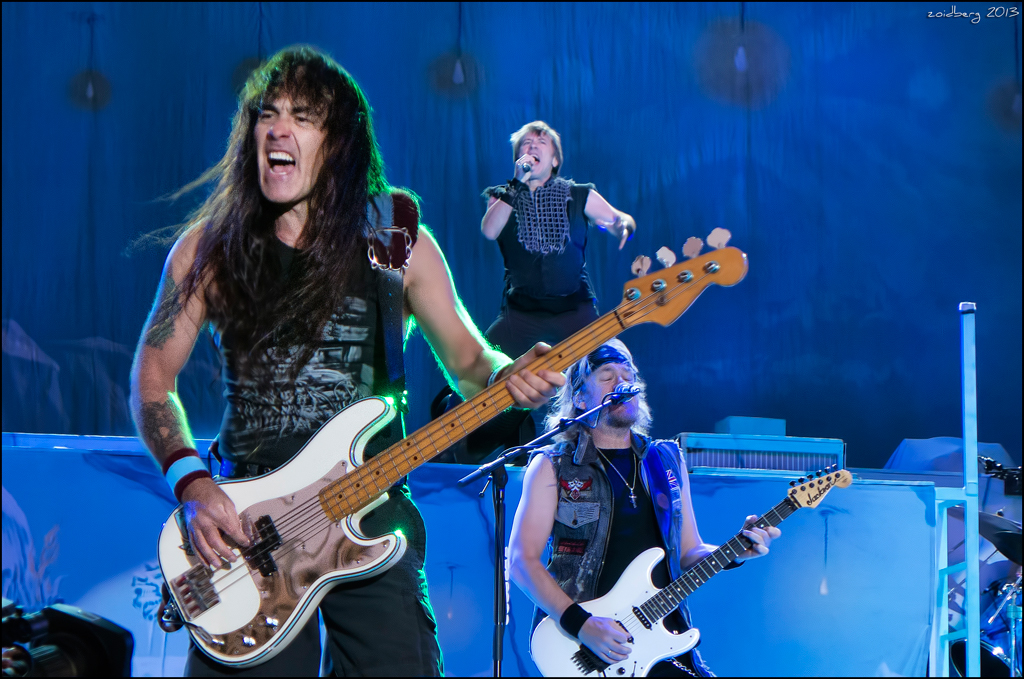
Steve Harris en concert à Madrid en 2013 avec Iron Maiden.

Steve Harris est considéré comme l'un des bassistes les plus influents du heavy metal. Il est connu pour son style de jeu qui ressemble à un galop rapide des deux doigts sur les cordes. Il n'utilise jamais de médiator, y préférant jouer avec son index et son majeur. Avant de monter sur scène, Harris utilise du talc afin de fluidifier son galop et donc son jeu, comme il est possible de le voir sur le DVD bonus fourni avec l'album A Matter of Life and Death. Le guitariste d'Iron Maiden, Janick Gers, estime que le jeu de Steve Harris demeure inimitable, car « il a appris à jouer d'une manière que personne ne peut appréhender ».
Ses lignes de basse ne se contentent pas d'un simple accompagnement des guitares dans les graves, mais jouent presque le rôle d'une guitare rythmique additionnelle. Le son de Steve Harris est en effet très aigu et claquant. Le bassiste italien Gianluca Faziotti le compare à un « mitrailleur rythmico-mélodique rapide et très précis ».

### Matériel
Steve Harris est fidèle aux Fender Precision Bass, utilisant quatre modèles au cours de sa longue carrière musicale (qui sont d'ailleurs représentés sur chaque album d'Iron Maiden). Blanche à l'origine, elle devient noire pour le premier album, puis d'un bleu étincelant, avant de redevenir blanche, mais cependant teintée de bleu et de beige, et sur laquelle on distingue le logo du club de football anglais West Ham,,. En 2009, Fender commercialise une Precision Bass signature Steve Harris, de couleur bleu métallique.

## Paroles et thèmes abordés
Steve Harris demeure le principal parolier d'Iron Maiden. C'est lui qui a écrit les chansons Run to the Hills, Fear of the Dark, The Trooper, The Number of the Beast, Hallowed be Thy Name... Dans ses nombreuses compositions, le bassiste traite de sujets et de thèmes variés aux inspirations diverses :

### Les guerres
Les guerres et les événements historiques ont particulièrement inspiré le bassiste dans ses compositions. On peut en effet identifier le thème des Croisades dans For the Greater Good of God sur l'album A Matter of Life and Death, celui de la Première Guerre mondiale dans Paschendale sur Dance of Death, ou encore dans These Colours Don't Run sur A Matter of Life and Death. La Seconde Guerre Mondiale est également un sujet de prédilection pour Steve Harris, contexte dans lequel il situe trois de ses compositions, relatives au débarquement en Normandie dans The Longest Day sur l'album A Matter of Life and Death, à la bataille d'Angleterre dans Aces High sur Powerslave ou encore au Projet Manhattan relatif à la conception de la bombe atomique dans Brighter Than A Thousand Suns sur A Matter of Life and Death. Steve Harris traite également des guerres d'expansion américaines du XIXe siècle et la Guerre de Crimée lui inspire deux des titres les plus populaires du groupe, respectivement Run to the Hills sur l'album The Number of the Beast et The Trooper sur Piece of Mind. Il évoque également par exemple les cathares à travers la chute de Montségur dans la chanson Montségur sur Dance of Death.

### Les personnalités historiques
Tout comme les événements historiques eux-mêmes, les acteurs majeurs de ces événements ont fortement inspiré Harris dans son travail d'écriture. Parmi ces figures historiques, on retrouve :
- Gengis Khan, dans la chanson éponyme sur l'album Killers,
- Jules César, dont la mort inspira deux chansons au bassiste : The Ides of March sur l'album Killers et The Evil that Men Do sur l'album Seventh Son of a Seventh Son, dont le titre est tiré du discours de Marc Antoine sur la mort de César (« The evil that men do lives after them, the good is often interred with their bones. So let it be with Caesar. » soit : « Le mal engendré par les hommes survit à leur mort, le bien est souvent enterré avec leurs os. Qu'il en soit ainsi pour César »),
- Alexandre le Grand, dont la vie et la mort inspirent la chanson Alexander the Great (356-323 BC) sur l'album Somewhere in Time,
- William Wallace, dont le combat pour la liberté (« Freedom ! ») a inspiré la chanson The Clansman sur Virtual XI.

### Les œuvres littéraires
Outre l'Histoire, le bassiste tire également son inspiration de la littérature en général, et anglo-saxonne en particulier. Ainsi, diverses œuvres peuvent être tout ou partie à l'origine de certains titres, notamment :
- La Complainte du vieux marin de Samuel Taylor Coleridge, qui inspire l'une des chansons les plus longues du groupe (Empire of the cloud détient le record), à savoir The Rime of the Ancient Mariner sur l'album Powerslave,
- le poème The Charge of the Light Brigade de Alfred Tennyson, qui décrit la charge de la brigade légère anglaise pendant la bataille de Balaklava et qui inspire directement la chanson The Trooper sur Piece of Mind,
- le roman Le Nom de la rose d'Umberto Eco, dont s'inspire la chanson The Sign of the Cross sur l'album The X Factor,
- la nouvelle d'Edgar Allan Poe, The Murders in the Rue Morgue, qui inspire la chanson homonyme sur l'album Killers,
- le Livre des cinq anneaux de Miyamoto Musashi, dont s'inspire la chanson Sun and Steel, sur l'album Piece of Mind, ou encore
- le Cycle de Dune de Frank Herbert dont s'inspire la chanson To Tame A Land, sur l'album Piece of Mind.

### Les œuvres cinématographiques
Le cinéma est également une source d'inspiration pour Steve Harris, comme peuvent en témoigner les rapprochements entre films et chansons. En effet, il est possible d'identifier comme inspirations La Guerre du Feu de Jean-Jacques Annaud, dont est tirée Quest for Fire sur Piece of Mind, The Wicker Man de Robin Hardy, bien que seule l'idole de paille du film inspire la chanson du même nom sur Brave New World, Les Duellistes de Ridley Scott, dont est tirée la chanson du même nom sur Powerslave et Apocalypse Now de Francis Ford Coppola, qui inspire la chanson The Edge of Darkness sur l'album The X Factor[réf. nécessaire].

### Autres
Steve Harris ne se limite pas qu'aux différents domaines et thèmes cités afin de bâtir ses chansons. Il s'inspire également d'éléments plus inhabituels, et moins présents dans ses travaux, comme ses expériences personnelles ou celles des différents membres : Charlotte, la prostituée qui, selon Dave Murray, exerçait dans son quartier, inspira en effet quatre chansons : Charlotte the Harlot sur l'album Iron Maiden, 22 Acacia Avenue sur The Number of the Beast, Hooks in You sur No Prayer for the Dying et From Here to Eternity sur l'album Fear of the Dark.

## Influences
Harris déclare être influencé par le rock progressif des années 1970, mais également par les premiers groupes de hard rock. Ses influences comprennent Black Sabbath, Deep Purple, Genesis,, Jethro Tull,, Led Zeppelin, Pink Floyd,, Thin Lizzy, UFO, Wishbone Ash et Yes. Steve Harris attribue le son des deux guitares propres aux premiers succès du groupe à Wishbone Ash et Thin Lizzy, les structures complexes à Genesis et Jethro Tull et les paroles sombres à Black Sabbath.
Steve Harris fait figure d'exception dans le milieu de la musique en général et du heavy metal en particulier, dans la mesure où il interdit aux membres d'Iron Maiden de s'adonner à la consommation de drogues. Il s'agit d'une des raisons justifiant la mise à l'écart de Paul Di'Anno en 1981.

## Vie personnelle
Le 29 décembre 1983, Steve Harris épouse son amour d'enfance, Lorraine, avec laquelle il a quatre enfants dont Lauren, née le 6 juillet 1984, chanteuse de hard rock, ainsi que George, guitariste du groupe de metal The Raven Age. Ils divorcent en 1993, puis Steve noue une nouvelle relation avec Emma, avec laquelle il a deux nouveaux enfants.

## Discographie

### Avec Iron Maiden
- 1980 : Iron Maiden
- 1981 : Killers
- 1982 : The Number of the Beast
- 1983 : Piece of Mind
- 1984 : Powerslave
- 1986 : Somewhere in Time

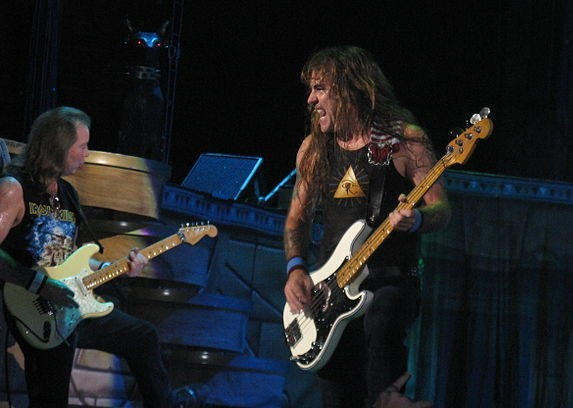
Harris (droite) sur scène avec Dave Murray en 2008.

- 1988 : Seventh Son of a Seventh Son
- 1990 : No Prayer for the Dying
- 1992 : Fear of the Dark
- 1995 : The X Factor
- 1998 : Virtual XI
- 2000 : Brave New World
- 2003 : Dance of Death
- 2006 : A Matter of Life and Death
- 2010 : The Final Frontier
- 2015: The Book of Souls
- 2021: Senjutsu

### En Solo
- 2012 : British Lion
- 2020 : The Burning